# Организационная структура
Организационная структура (англ. Organizational structure) — это формальная система, которая определяет, как управляются и координируются различные функциональные направления, подразделения и индивиды в организации. Система определяет иерархические отношения между сотрудниками, структуру управления, потоки коммуникации, полномочия и обязанности сотрудников.
Структура описывает, как различные части компании связаны друг с другом, как они взаимодействуют и какие роли они играют в достижении целей компании. Может быть представлена в виде диаграммы, графика или другой визуальной формы.
Организационная структура может быть децентрализованной, когда полномочия распределены между разными отделами и менеджерами, или централизованной, когда управление и контроль находятся в одних руках. Также существует множество различных видов организационной структуры, каждая из которых имеет свои преимущества и недостатки, в зависимости от размеров и особенностей компании.

## Разновидности организационных структур
Существует несколько разновидностей организационной структуры компаний, наиболее распространенные из них:
- Функциональная структура: организация разбивается на отдельные функциональные подразделения, каждое из которых отвечает за определенную функцию, например, производство, маркетинг, финансы и т.д. Такая структура позволяет более эффективно использовать ресурсы и специализироваться на определенных задачах.
- Дивизионная структура: организация разбивается на отдельные подразделения, каждое из которых ответственно за конкретный продукт, услугу или рынок. Такая структура позволяет компаниям более гибко реагировать на требования рынка и управлять своими ресурсами.
- Матричная структура: в этом случае сотрудники организации работают одновременно в двух или более функциональных или дивизионных структурах. Такая структура позволяет более эффективно использовать экспертизу и опыт сотрудников, а также лучше координировать работу между различными отделами.
- Сетевая структура: это форма организации, в которой компания работает с другими компаниями и организациями, образуя сеть партнеров. Такая структура позволяет компаниям быстро расширять свои возможности и ресурсы, снижая риски и затраты.
- Гибкая структура: это более неформальный подход к организации, при котором компания использует малочисленные команды, работающие в рамках задачи или проекта. Это позволяет компании быть гибкой и адаптироваться к изменениям в быстро меняющейся бизнес-среде.

Важным критерием организационных структур является распределение ответственности (способ группирования ответственности):
- иерархическая;
- линейная;
- линейно-штабная;
- функциональная;
- упрощённая матричная;
- сбалансированная матричная;
- усиленная матричная;
- проектная;
- процессная;
- дивизионная.

Нередко организационную структуру подстраивают под процесс производства продуктов или услуг в зависимости от типа производства и вида производства.
Предложенная Генри Минцбергом типология базируется на выделении шести основных структурных элементов организации:
- операционное ядро[2] организации — осуществляет основные процессы по созданию ценности для конечного потребителя;
- стратегическая вершина — руководство организации, осуществляющее, формирование миссии, стратегических целей и стратегии деятельности организации;
- средняя линия — промежуточное звено между руководством и операционным ядром;
- техноструктура — объединяет аналитиков и специалистов, организующих и поддерживающих информационные потоки, формально организующих взаимодействие подразделений и контроль за их деятельностью;
- вспомогательный персонал — службы, обеспечивающие функционирование остальных элементов организации;
- идеология — атмосфера организации, связанная с её традициями.

На основании этого выделяется 6 типов сверхструктур:
- простая структура — основной частью выступает стратегическая вершина и организация стремится к централизации
- машинная бюрократия — во главе управления стоит техноструктура с доминирующим стремлением к стандартизации
- профессиональная бюрократия — власть принадлежит операционному ядру, наиболее ценным качеством выступает профессионализм
- дивизиональная форма — главную роль играет средняя линия за счёт увеличения роли среднего звена
- адхократия — основной частью является вспомогательный персонал, стремящийся к сотрудничеству с внешними организациями
- миссионерская форма — ценности и идеология ставятся во главу управления организацией.

## Основные параметры проектирования организационной структуры
Параметры индивидуальной деятельности
- уровень специализации деятельности
- уровень формализации поведения
- параметры обучения
- параметры восприятия организационной культуры

Структурные параметры
- параметры группировки ресурсов по подразделениям
- размеры подразделений

Параметры поперечных связей
- параметры системы планирования и контроля
- параметры механизмов связи

Параметры системы принятия решений
- уровень вертикальной децентрализации
- уровень горизонтальной децентрализации.

## Примеры организационных структур

### Организационная структура банка
А. И. Сибиряков в работе «Модели организационных структур российских банков» отмечает, что из-за сложности организационных моделей банка и их многоуровневости каждый банк имеет смешанную структуру построения. Например, о филиалах банка можно говорить, что они являются дивизиональными подразделениями; деление происходит по региональному принципу, однако расчёты в иностранной валюте обычно ведутся через головной офис, то есть налицо смешанный принцип построения. Поэтому сводить целиком структуру банка к одной из классических форм можно лишь с определённой долей условности. В ней же предлагается следующая классификация организационных структур банков:
1. централизованная (условно функциональная). В банке существует чёткая вертикаль власти: если сотрудник занимается учётом операций, он подчинён главному бухгалтеру, а если задача сотрудника состоит в получении прибыли, он подчинён органу, управляющему ресурсами.
2. децентрализованная (условно дивизиональная). Деление происходит по видам продуктов: ценные бумаги (управление ценных бумаг); пластиковые карточки (управление пластиковых карт); кредиты (кредитное управление).